# Estación de Chiasso
La estación de Chiasso es la principal estación ferroviaria de la comuna suiza de Chiasso, en el Cantón del Tesino. Es la principal estación ferroviaria fronteriza entre Suiza e Italia.

## Historia y situación

Estación de Chiasso en sus inicios

La estación de Chiasso  fue inaugurada en el año 1874 con la puesta en servicio del tramo Lugano - Chiasso de la línea Immensee - Chiasso, más conocida como la línea del Gotardo, que se inauguraría al completo en 1882. 
Se encuentra ubicada en el sur del núcleo urbano de Chiasso. Cuenta con tres andenes centrales, a los que acceden tres vías pasantes y seis vías muertas. Además existen dieciocho vías pasantes dedicadas al apartada y estacionamiento de material y numerosas vías muertas por toda la estación con el mismo fin. En el noroeste de la estación (hacia Suiza) hay varias playas de vías para el estacionamiento de material, talleres y depósitos para el mantenimiento de locomotoras y automotores, así muelles y almacenes para la carga y descarga de mercancías.
En términos ferroviarios, la estación se sitúa en la línea Immensee - Chiasso y en la línea Milán - Chiasso. Sus dependencias ferroviarias colaterales son la estación de Balerna hacia Immensee y la estación de Como San Giovanni en dirección Milán.

## Servicios Ferroviarios
Los servicios ferroviarios de esta estación están prestados por SBB-CFF-FFS, Trenitalia, Trenord y por TiLo:

### Larga distancia
- EC Zúrich - Zug - Arth-Goldau - Bellinzona - Lugano - Chiasso - Como San Giovanni - Milán
- ICN Zúrich - Zug - Arth-Goldau - Bellinzona - Lugano - Chiasso
- ICN Basilea SBB - Olten - Lucerna - Arth-Goldau - Bellinzona - Lugano - Chiasso
- IR Basilea SBB - Olten - Lucerna - Arth-Goldau - Schwyz - Brunnen - Flüelen - Erstfeld - Göschenen - Airolo - Faido - Biasca - Bellinzona - Giubiasco - Lugano - Mendrisio - Chiasso
- IR Zúrich - Zug - Arth-Goldau - Schwyz - Brunnen - Flüelen - Erstfeld - Göschenen - Airolo - Faido - Biasca - Bellinzona - Giubiasco - Lugano - Mendrisio - Chiasso

### Regionales
- RE Bellinzona - Chiasso - Milán. Efectúa parada en las principales estaciones del trayecto, y únicamente existe una frecuencia matinal hacia Milán que regresa a Bellinzona por la tarde.

### TiLo
TiLo opera servicios ferroviarios de cercanías, llegando a la estación una línea de cercanías que permiten buenas comunicaciones con las principales ciudades del Cantón del Tesino así como la zona norte de Lombardía. Estos trenes tienen como origen Biasca o Castione-Arbedo, y finalizando su recorrido en Chiasso o Albate-Camerlata, aunque algunos tienen como origen o destino Airolo y Milán respectivamente.
- S 10 (Airolo - Faido -) Biasca - Castione-Arbedo - Bellinzona - Lugano - Mendrisio - Chiasso - Como San Giovanni - Albate-Camerlata

### Servizio ferroviario suburbano di Milano
En la estación inician o finalizan su trayecto los trenes de cercanías pertenecientes a una línea de la red de trenes de cercanías de Milán, operada por Trenord, perteneciente a Trenitalia:
- Chiasso - Como San Giovanni - Milán-Puerta Garibaldi